# Louis Pichard

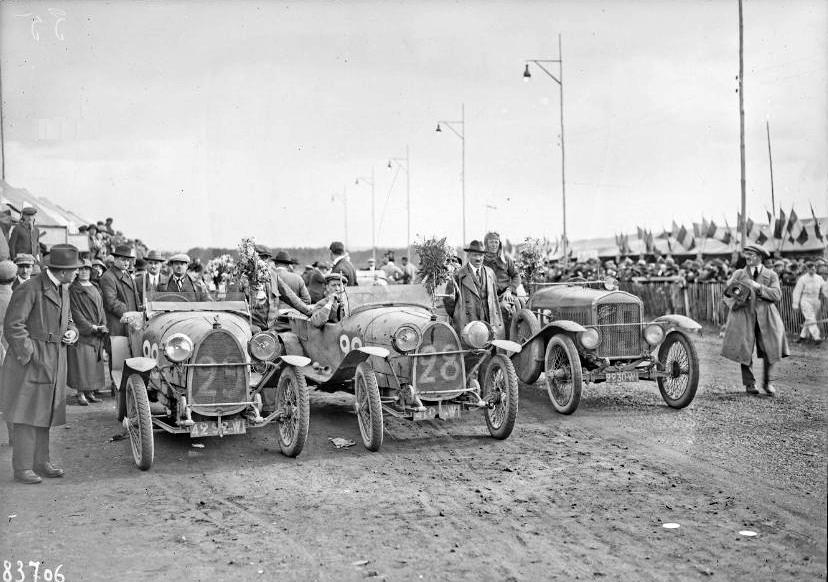
Der Bugatti Brescia 16S (Startnummer 28, Mitte), von Louis Pichard und René Marie vor dem Start zum 24-Stunden-Rennen von Le Mans 1923

Louis Henri Pichard (* 27. Dezember 1897 in Morangis; † 30. Juni 1974 in Draveil) war ein französischer Autorennfahrer.

## Karriere
Louis Pichard pilotierte einen der ersten Bugatti beim 24-Stunden-Rennen von Le Mans. 1923 fuhr er gemeinsam mit seinem Landsmann René Marie einen Bugatti Brescia 16S an die 22. Stelle der Gesamtwertung. Im Ziel hatte das Duo nach 24 Stunden Rennzeit einen Rückstand von 46 Runden auf die Sieger André Lagache und René Léonard auf einem Chenard & Walcker Sport.

## Statistik

### Le-Mans-Ergebnisse
| Jahr | Team                | Fahrzeug            | Teamkollege | Platzierung |
| ---- | ------------------- | ------------------- | ----------- | ----------- |
| 1923 | Automobiles Bugatti | Bugatti Brescia 16S | René Marie  | Rang 22     |